# German Tennis Championships 2011 - Qualificazioni singolare
Le qualificazioni del singolare del German Tennis Championships 2011 sono state un torneo di tennis preliminare per accedere alla fase finale della manifestazione. I vincitori dell'ultimo turno sono entrati di diritto nel tabellone principale. In caso di ritiro di uno o più giocatori aventi diritto a questi sono subentrati i lucky loser, ossia i giocatori che hanno perso nell'ultimo turno ma che avevano una classifica più alta rispetto agli altri partecipanti che avevano comunque perso nel turno finale.

## Giocatori

### Teste di serie
1. Lukáš Rosol (ultimo turno, Lucky loser)
2. Albert Ramos Viñolas (qualificato)
3. Marsel İlhan (qualificato)
4. Simone Bolelli (qualificato)
5. Thomas Schoorel (primo turno)
6. Martin Kližan (primo turno)

1. Facundo Bagnis (primo turno)
2. Guillermo Olaso (qualificato)
3. Bastian Knittel (qualificato)
4. Iván Navarro (ultimo turno)
5. Victor Crivoi (qualificato)
6. Antonio Veić (primo turno)

### Qualificati
1. Victor Crivoi
2. Albert Ramos Viñolas
3. Marsel İlhan

1. Simone Bolelli
2. Guillermo Olaso
3. Bastian Knittel

## Tabellone qualificazioni

### Sezione 1
|  | Primo turno | Primo turno        | Primo turno | Primo turno | Primo turno |  |  | Ultimo turno | Ultimo turno  | Ultimo turno | Ultimo turno | Ultimo turno |  |
|  |             |                    |             |             |             |  |  |              |               |              |              |              |  |
|  | 1           | Lukáš Rosol        | Lukáš Rosol | 7           | 6           |  |  |              |               |              |              |              |  |
|  |             | Jan Mertl          | Jan Mertl   | 63          | 2           |  |  | 1            | Lukáš Rosol   | 79           | 65           | 63           |  |
|  |             | Jan-Lennard Struff | 7           | 5           | 0           |  |  | 11           | Victor Crivoi | 67           | 7            | 7            |  |
|  | 11          | Victor Crivoi      | 64          | 7           | 6           |  |  |              |               |              |              |              |  |

### Sezione 2
|  | Primo turno | Primo turno           | Primo turno           | Primo turno | Primo turno |  |  | Ultimo turno | Ultimo turno         | Ultimo turno | Ultimo turno | Ultimo turno |  |
|  |             |                       |                       |             |             |  |  |              |                      |              |              |              |  |
|  | 2           | Albert Ramos Viñolas  | Albert Ramos Viñolas  | 6           | 6           |  |  |              |                      |              |              |              |  |
|  |             | Jaan-Frederik Brunken | Jaan-Frederik Brunken | 0           | 3           |  |  | 2            | Albert Ramos Viñolas | 64           | 6            | 6            |  |
|  | WC          | Nils Langer           | Nils Langer           | 7           | 6           |  |  | WC           | Nils Langer          | 7            | 3            | 4            |  |
|  | 7           | Facundo Bagnis        | Facundo Bagnis        | 5           | 4           |  |  |              |                      |              |              |              |  |

### Sezione 3
|  | Primo turno | Primo turno  | Primo turno  | Primo turno | Primo turno |  |  | Ultimo turno | Ultimo turno | Ultimo turno | Ultimo turno | Ultimo turno |  |
|  |             |              |              |             |             |  |  |              |              |              |              |              |  |
|  | 3           | Marsel İlhan | Marsel İlhan | 6           | 712         |  |  |              |              |              |              |              |  |
|  | WC          | Borut Puc    | Borut Puc    | 4           | 610         |  |  | 3            | Marsel İlhan | Marsel İlhan | 6            | 6            |  |
|  |             | João Sousa   | 6            | 3           | 4           |  |  | 10           | Iván Navarro | Iván Navarro | 4            | 3            |  |
|  | 10          | Iván Navarro | 4            | 6           | 6           |  |  |              |              |              |              |              |  |

### Sezione 4
|  | Primo turno | Primo turno      | Primo turno     | Primo turno | Primo turno |  |  | Ultimo turno | Ultimo turno     | Ultimo turno | Ultimo turno | Ultimo turno |  |
|  |             |                  |                 |             |             |  |  |              |                  |              |              |              |  |
|  | 4           | Simone Bolelli   | Simone Bolelli  | 6           | 6           |  |  |              |                  |              |              |              |  |
|  | WC          | Tobias Hinzmann  | Tobias Hinzmann | 0           | 3           |  |  | 4            | Simone Bolelli   | 6            | 5            | 7            |  |
|  |             | Leonardo Tavares | 6               | 3           | 6           |  |  |              | Leonardo Tavares | 1            | 7            | 5            |  |
|  | 12          | Antonio Veić     | 4               | 6           | 4           |  |  |              |                  |              |              |              |  |

### Sezione 5
|  | Primo turno | Primo turno     | Primo turno     | Primo turno | Primo turno |  |  | Ultimo turno | Ultimo turno    | Ultimo turno    | Ultimo turno | Ultimo turno |  |
|  |             |                 |                 |             |             |  |  |              |                 |                 |              |              |  |
|  | 5           | Thomas Schoorel | 7               | 1           | 64          |  |  |              |                 |                 |              |              |  |
|  |             | Pablo Galdón    | 62              | 6           | 7           |  |  |              | Pablo Galdón    | Pablo Galdón    | 65           | 3            |  |
|  |             | Andre Begemann  | Andre Begemann  | 610         | 3           |  |  | 8            | Guillermo Olaso | Guillermo Olaso | 7            | 6            |  |
|  | 8           | Guillermo Olaso | Guillermo Olaso | 712         | 6           |  |  |              |                 |                 |              |              |  |

### Sezione 6
|  | Primo turno | Primo turno     | Primo turno     | Primo turno | Primo turno |  |  | Ultimo turno | Ultimo turno    | Ultimo turno | Ultimo turno | Ultimo turno |  |
|  |             |                 |                 |             |             |  |  |              |                 |              |              |              |  |
|  | 6           | Martin Kližan   | Martin Kližan   | 2           | 0           |  |  |              |                 |              |              |              |  |
|  |             | Jan Hernych     | Jan Hernych     | 6           | 6           |  |  |              | Jan Hernych     | 6            | 1            | 0            |  |
|  | WC          | Kevin Krawietz  | Kevin Krawietz  | 4           | 4           |  |  | 9            | Bastian Knittel | 2            | 6            | 6            |  |
|  | 9           | Bastian Knittel | Bastian Knittel | 6           | 6           |  |  |              |                 |              |              |              |  |